# Sisyrinchium rigidifolium
Sisyrinchium rigidifolium är en irisväxtart som beskrevs av John Gilbert Baker. Sisyrinchium rigidifolium ingår i släktet gräsliljor, och familjen irisväxter. Inga underarter finns listade i Catalogue of Life.